# Stacey Peak
Stacey Lynn Peak (4 de septiembre de 1965-11 de septiembre de 2001) fue una de las víctimas de los atentados contra el World Trade Center.

## Biografía

### Familia, educación y trabajo en el World Trade Center
Stacey nació en Tell City, condado de Perry (Indiana), el 4 de septiembre de 1965, hija de Jack Peak y Bobbie Peak. Stacey tenía cinco hermanos: Joe (muerto a los 18 años de edad en un accidente automovilístico en 1967), Judy, Toni, Philip y Mike. Cursó estudios en la Tell City High School, donde fue miembro del cuerpo de bandera de la Marching Marksmen además de participar el día de Acción de Gracias de 1982 en la Gimble’s Parade de Nueva York. Candidata a reina del baile en 1983, año en que se graduó, Stacey asistió posteriormente a la Universidad de Indiana del Sur, de la cual se graduaría en 1989. Trabajó en un principio como proveedora de energía en Louisville, Kentucky (ya había estado trabajando a tiempo parcial en su etapa de estudiante), trasladándose con posterioridad a Houston, Texas. Stacey empezó a trabajar para Cantor Fitzgerald en 1999, donde se desempeñó como proveedora de gas natural en la planta 105 de la Torre Norte del World Trade Center.

### Muerte
A las 8:46 horas del 11 de septiembre de 2001, el vuelo 11 de American Airlines se estrelló contra la Torre Norte. El impacto se produjo entre las plantas 93 y 99, destruyendo cualquier vía de escape y dejando atrapados a todos los ocupantes por encima de la planta 92. Hacia las 8:55 Stacey llamó a su madre y, en estado de pánico, le informó de lo ocurrido justo antes de que se cortase la comunicación: «¡Mamá, nuestro edificio está en llamas y tal vez estemos aquí atrapados! Solo quería decirte cuánto te quiero». Se afirma que Stacey, quien ignoraba que un avión hubiese impactado contra la torre, informó a su madre de su intención de subir a la azotea. Marisa DiNardo, su mejor amiga en Cantor Fitzgerald, había declarado poco antes de los ataques que en caso de otro atentado como el de 1993 iría a la azotea. Sumado a esto, el contestador automático de la casa de Stephen L. Roach, ejecutivo de Cantor Fitzgerald que murió en el desastre, registró una grabación en la que se podía escuchar a varias de las víctimas gritando «intentemos por el tejado, intentemos por el tejado». Al menos 200 personas se dirigieron a la azotea, cuyo acceso estaba cerrado. Se desconoce si Stacey y quienes estaban con ella murieron intoxicados por el humo o a causa del derrumbe, aunque se sabe que varias de las víctimas del World Trade Center (entre 37 y 50 en la Torre Norte) saltaron al vacío, no sobreviviendo ninguna de ellas.
En un principio los familiares de Stacey creyeron que podía haberse salvado debido a que tuvieron conocimiento de que un compañero de trabajo en la planta 103 había sido hallado con vida, lo cual resulta imposible puesto que nadie por encima de la planta 92 pudo sobrevivir debido a la imposibilidad de escapar, por lo que dicha información debió ser falsa o tal vez la persona en cuestión se hallaba al momento del impacto por debajo de la planta 93. La tarde del 12 de septiembre la madre de Stacey recibió una llamada de Mary Hillard, de la Cámara de Comercio de Owensboro, informándole de que el nombre de su hija aparecía en una página web llamada I’m Okay, en la cual figuraban los nombres de los supervivientes del World Trade Center (esa misma tarde su nombre apareció en otra lista de supervivientes). Stacey seguía figurando como desaparecida el 14 de septiembre, aunque finalmente se confirmaría su muerte en el atentado.

## Legado

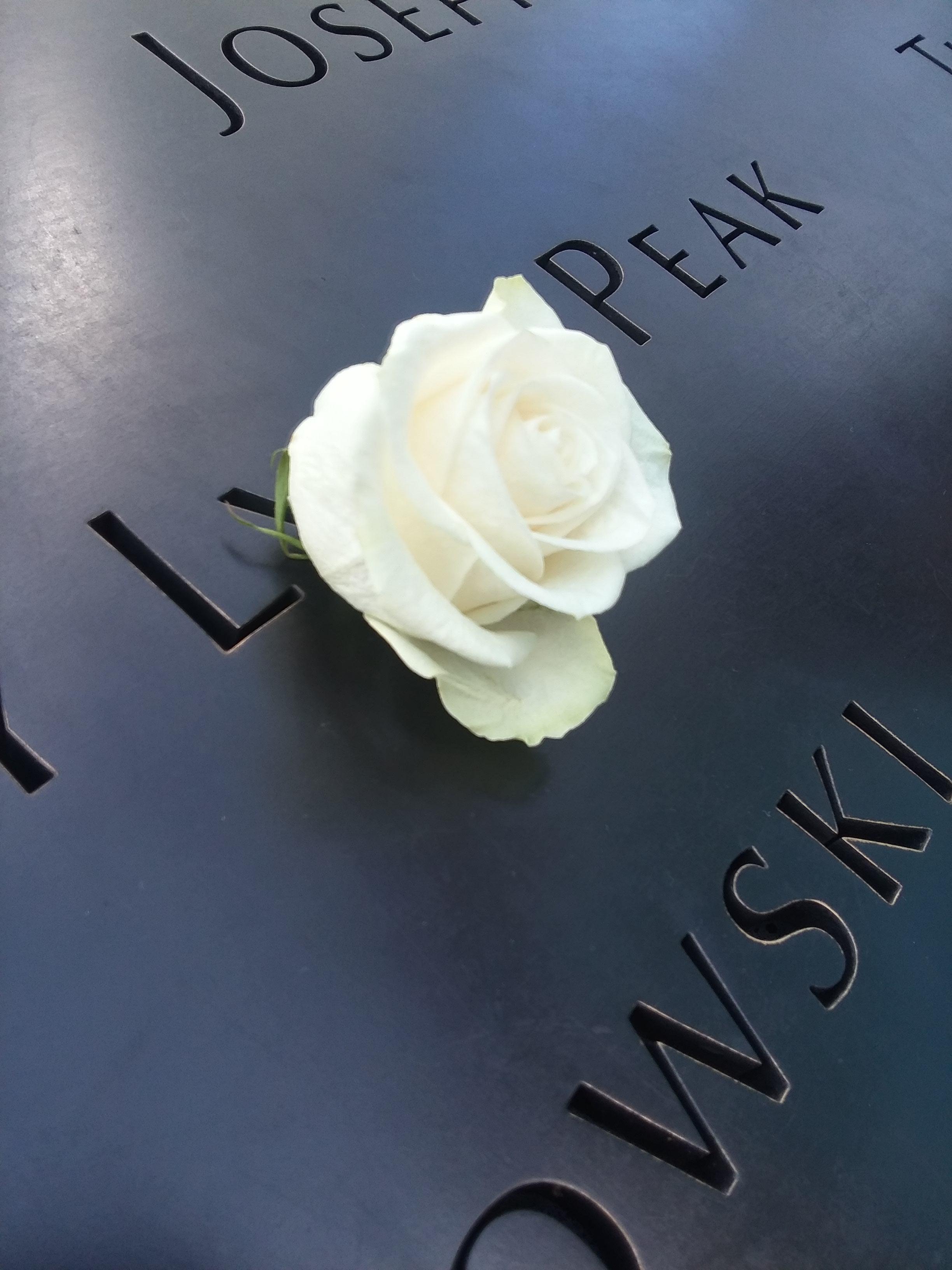
El nombre de Peak se encuentra en el panel N-50 de la piscina norte del National September 11 Memorial & Museum.

El nombre de Stacey figura, al igual que los de las demás víctimas, en el National September 11 Memorial & Museum, concretamente en el panel N-50. Su madre creó una beca de estudios en su honor en la Tell City High School. Stacey cuenta con dos memoriales en Tell City: uno a orillas del río Ohio consistente en un banco con una inscripción, y otro, un cenotafio, en lo alto de una colina, el cual consiste en una lápida ubicada junto a la de su madre.